# Bas-Bugey
Le Bas-Bugey ou Bugey blanc est la partie sud de la région historique du Bugey, dans le département français de l'Ain en région Auvergne-Rhône-Alpes.

## Géographie
Le Bas-Bugey est situé sur un axe longeant d'abord l'Albarine puis se poursuivant jusqu'à Belley. Une simplification courante consiste à assimiler sa géographie et ses contours à l'arrondissement de Belley.
De ce fait, le Bas-Bugey inclut, entre autres, les communes suivantes : Ambérieu-en-Bugey, Ambléon, Arandas, Arbignieu, Bénonces, Bettant, Brégnier-Cordon, Brens, Briord, La Burbanche, Cheignieu-la-Balme, Cleyzieu, Colomieu, Conand, Contrevoz, Conzieu, Seyssel, Groslée, Innimond, Izieu, Lagnieu, Lhuis, Lompnas, Marchamp, Montagnieu, Murs-et-Gélignieux, Peyrieu, Peyzieu et Vongnes.

## Démographie
| 1962   | 1968   | 1975   | 1982   | 1990   | 1999   |
| ------ | ------ | ------ | ------ | ------ | ------ |
| 61 582 | 64 654 | 67 712 | 70 542 | 75 020 | 79 652 |

| 2006   | 2007   | 2008   | - | - | - |
| ------ | ------ | ------ | - | - | - |
| 88 745 | 89 791 | 90 880 | - | - | - |

## Tourisme et lieux remarquables

### Patrimoine naturel

#### Lacs et cours d'eau

##### Le lac de Glandieu
Le lac de Glandieu est situé sur la commune de Brégnier-Cordon. C'est un bassin artificiel creusé lors de la construction de la centrale hydroélectrique de Brégnier-Cordon, en 1981.

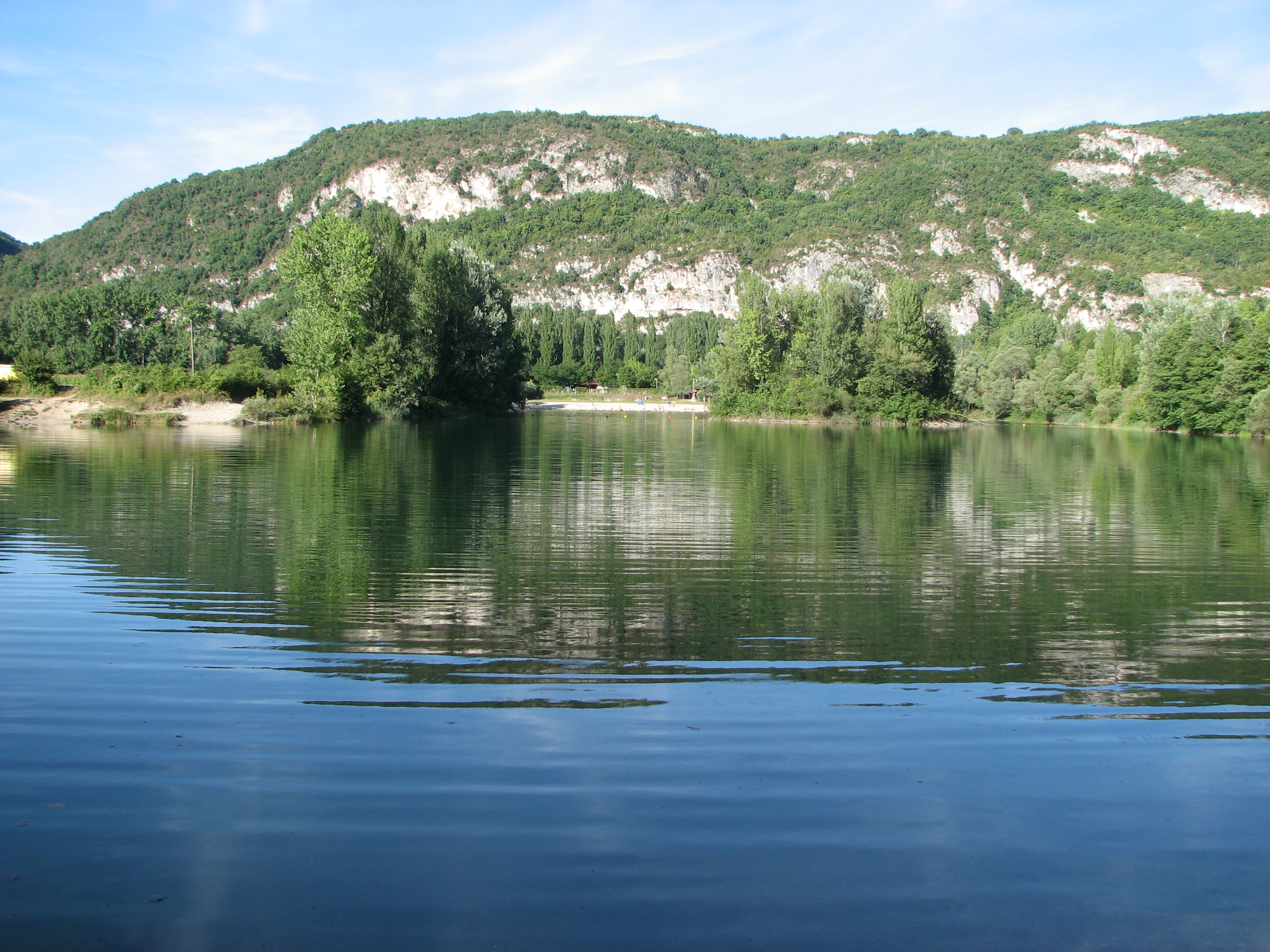
Vue du lac de Glandieu.
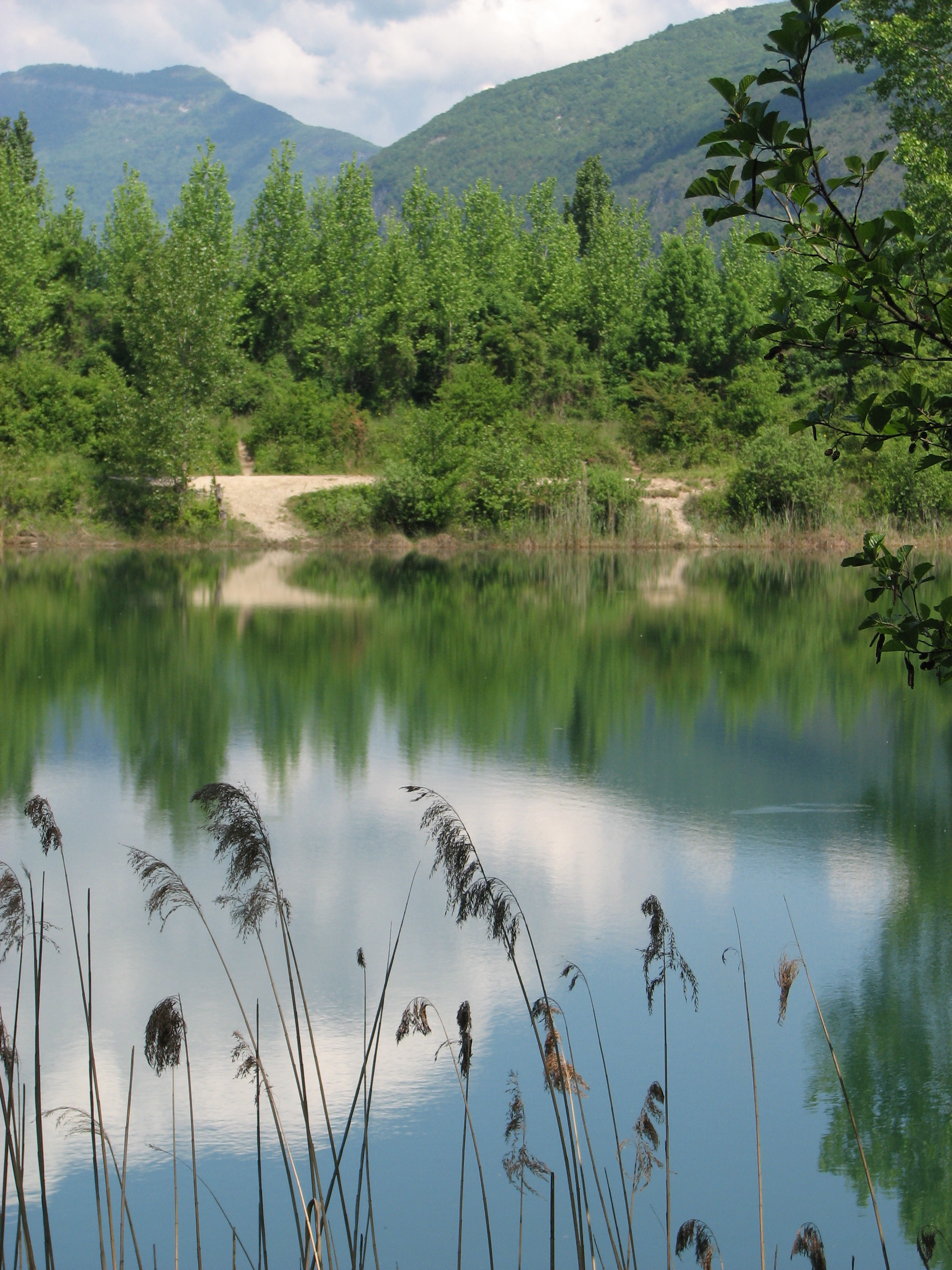
Autre vue du lac.

##### L'Albarine
La rivière l'Albarine coule au travers du Bas-Bugey, passant notamment à Brénod, Hauteville-Lompnes, Chaley, Tenay, Argis, Saint-Rambert-en-Bugey ou encore à Ambérieu-en-Bugey.
À Hauteville-Lompnes, l'Albarine donne lieu à la cascade de la Charabotte.

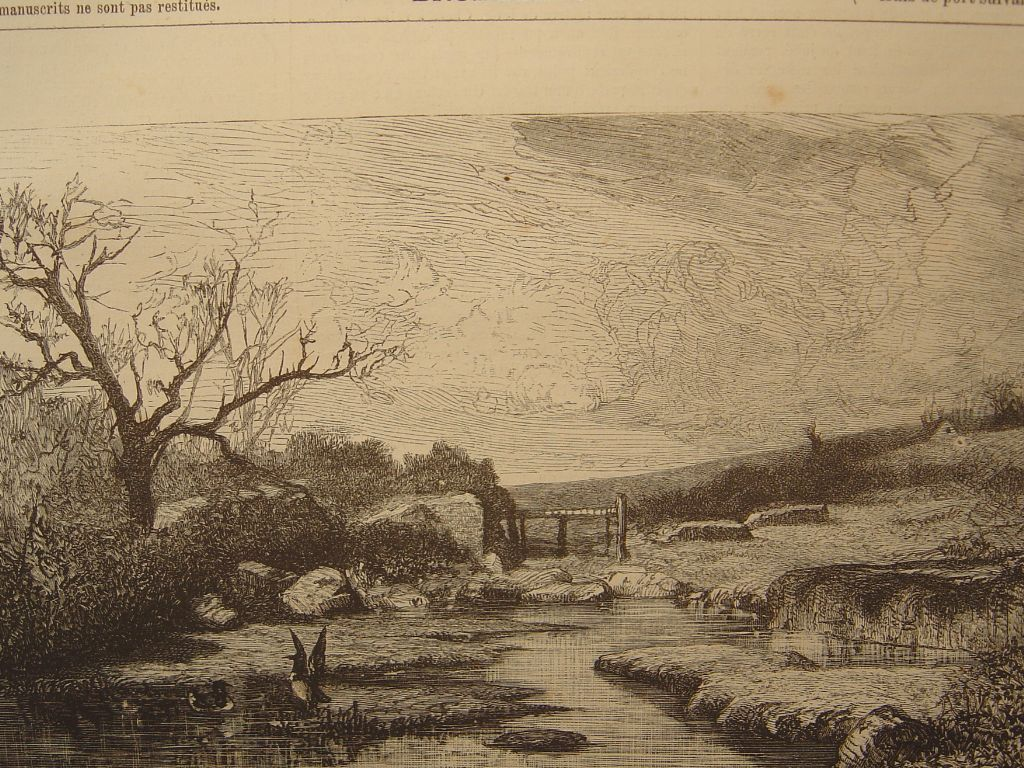
Représentation de 1872, de la source de l'Albarine, à Brénod.
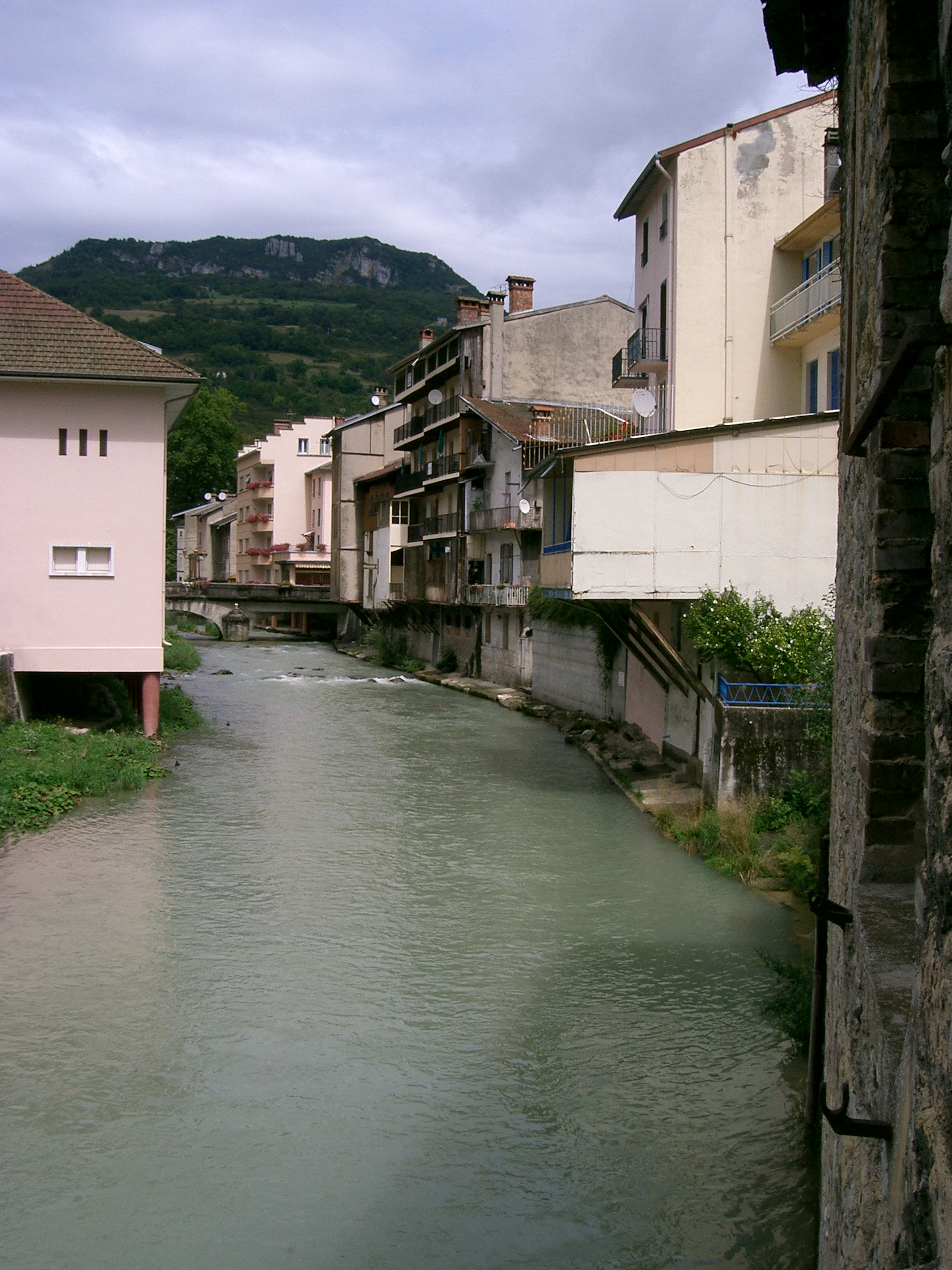
L'Albarine à Tenay.
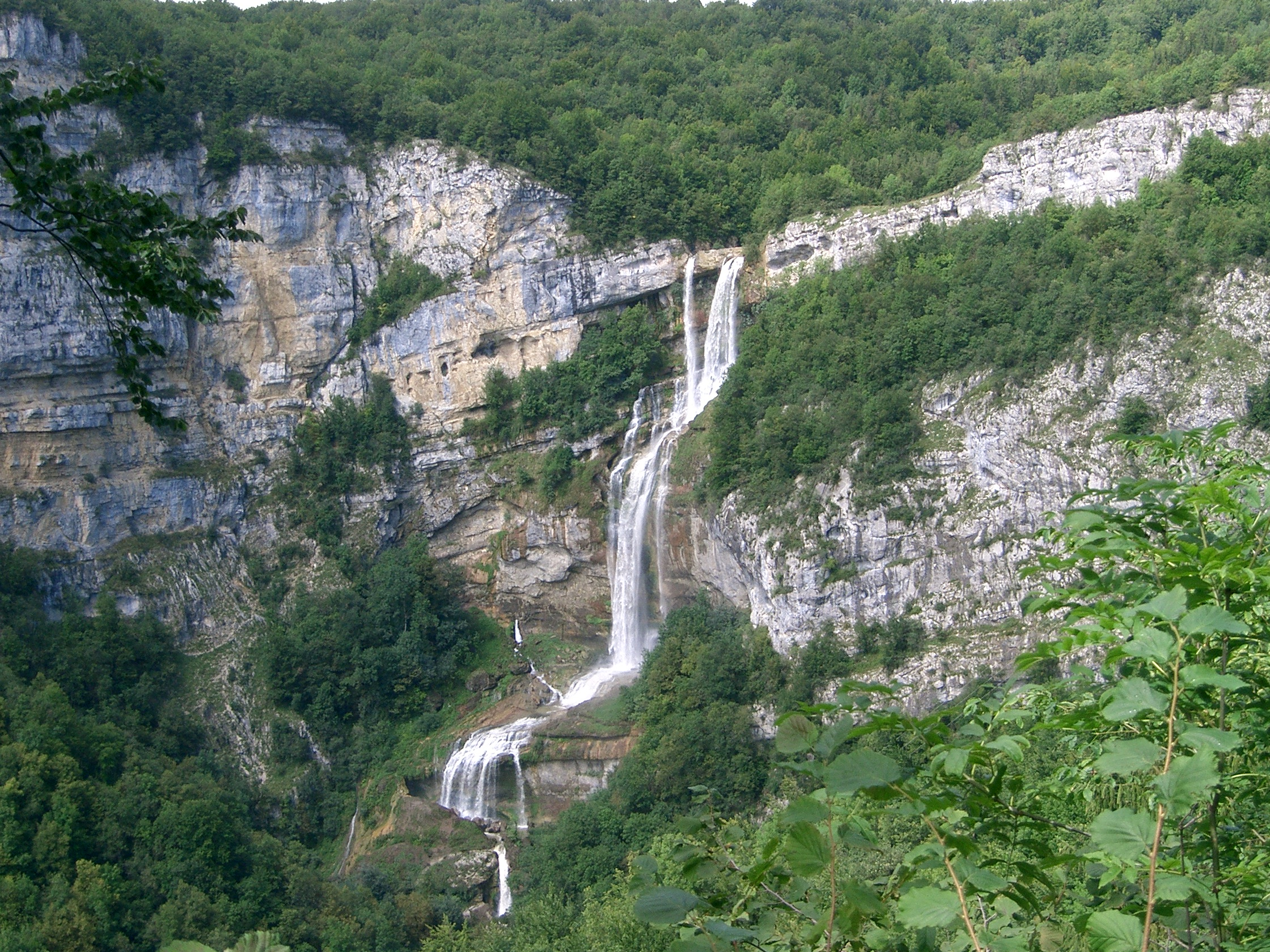
La cascade de la Charabotte à Hauteville-Lompnes.

#### Montagnes

##### Le Grand Colombier

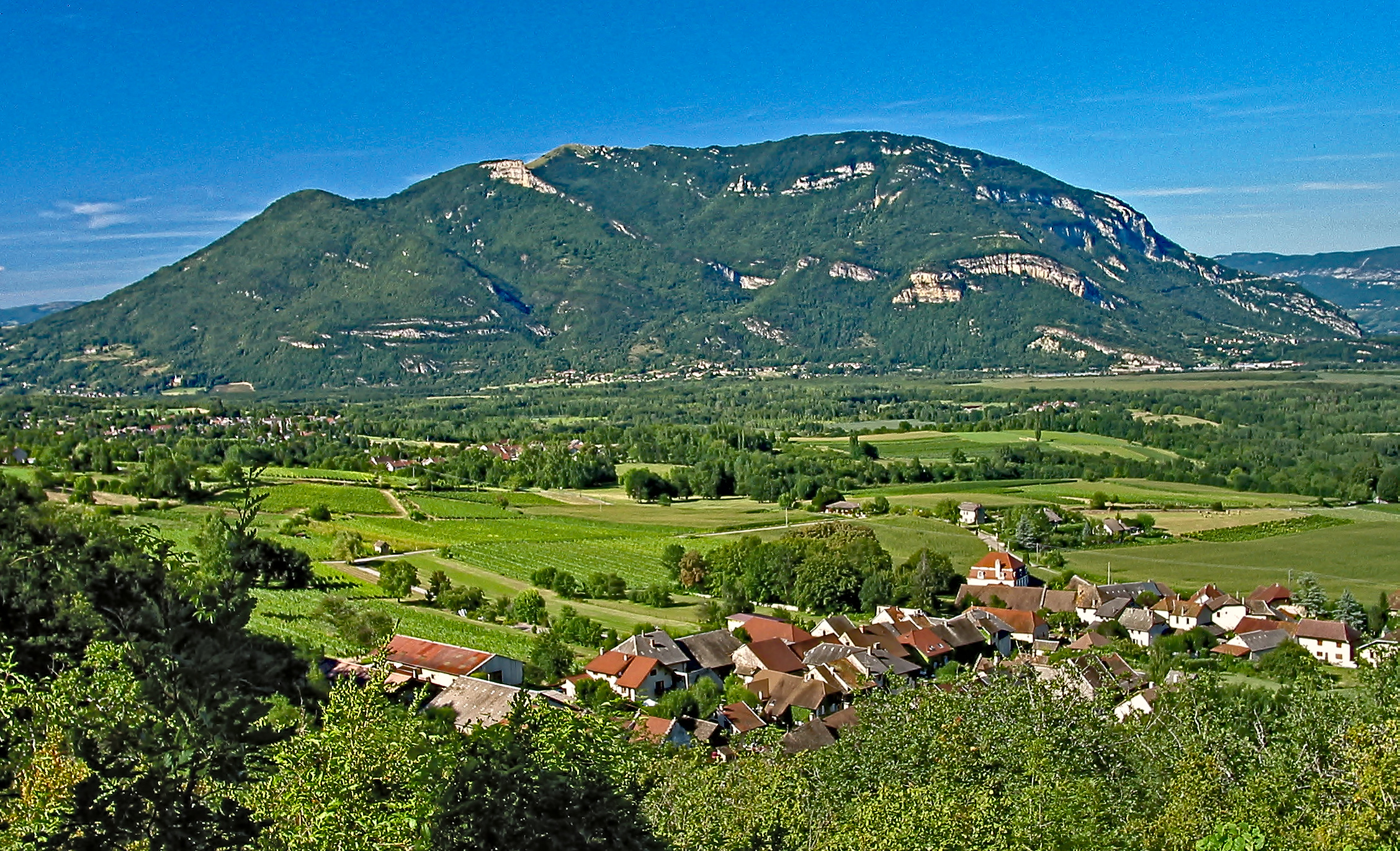
Le Grand Colombier, avec le village de Vongnes au premier plan

Le Grand Colombier est un sommet qui culmine à 1531 mètres. Il domine Culoz et la vallée du Rhône, à 20 km au nord de Belley.

#### Autres sites naturels

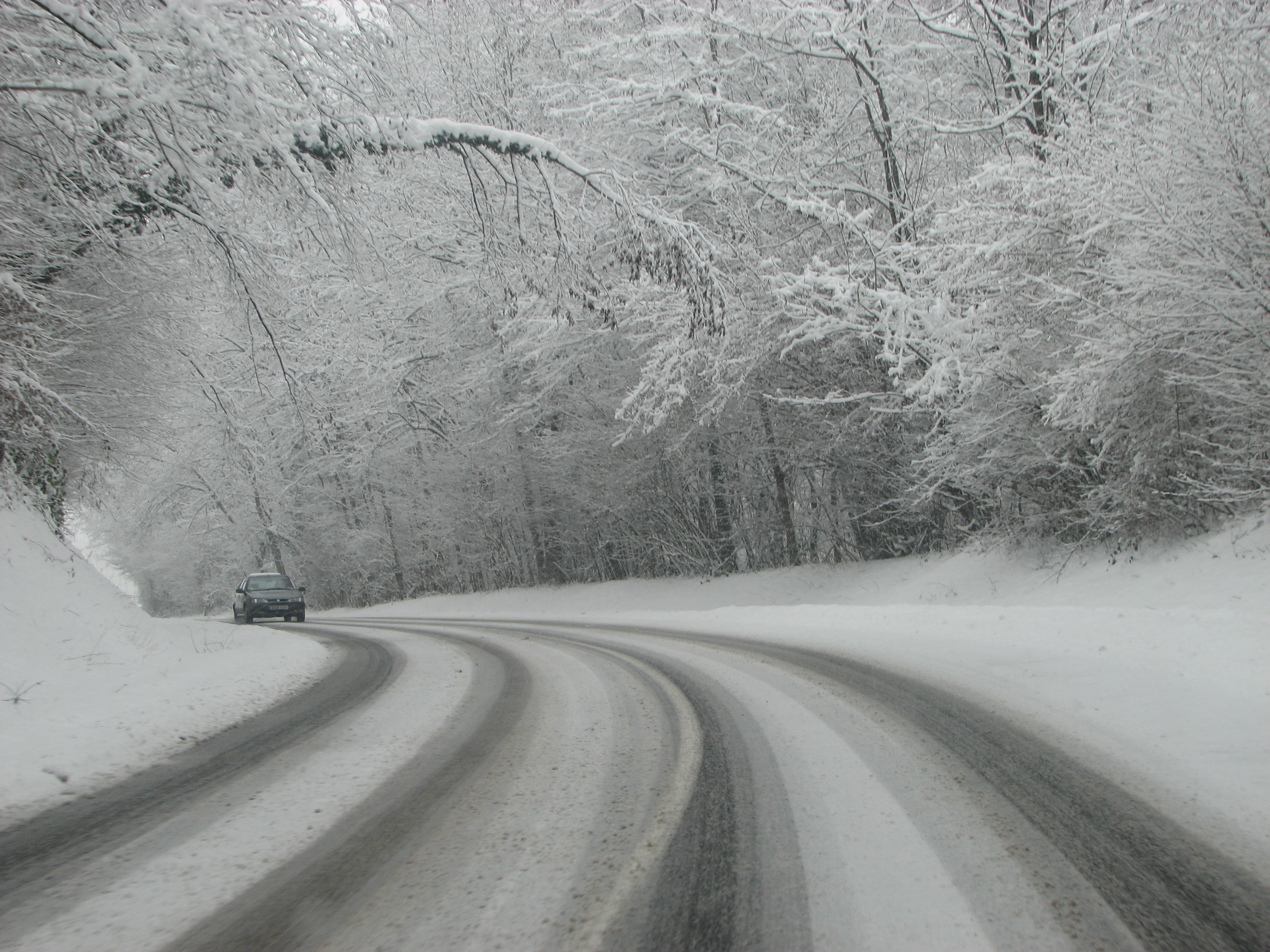
Vue de la forêt de Rothonne.

On peut citer le col de Portes, un col de montagne qui culmine à 1 008 m d'altitude ; il se trouve à proximité de la Chartreuse de Portes. Le col a été un sommet de 2e catégorie, lors d'une étape du tour de France 2003.
On peut également citer la forêt de Rothonne, située au sud de Belley et couvrant une superficie d'environ 5 km2, la source intermittente du Groin située sur la commune de Vieu.

### Monuments du Bas-Bugey
Outre la Chartreuse de Portes, précédemment évoquée, se trouve dans le Bas-Bugey, un certain nombre de monuments historiques. 

#### Monuments historiques du Bas-Bugey

##### Monuments antiques
On peut en particulier citer l'aqueduc romain de Vieu qui daterait du IIe siècle.

##### Monuments religieux

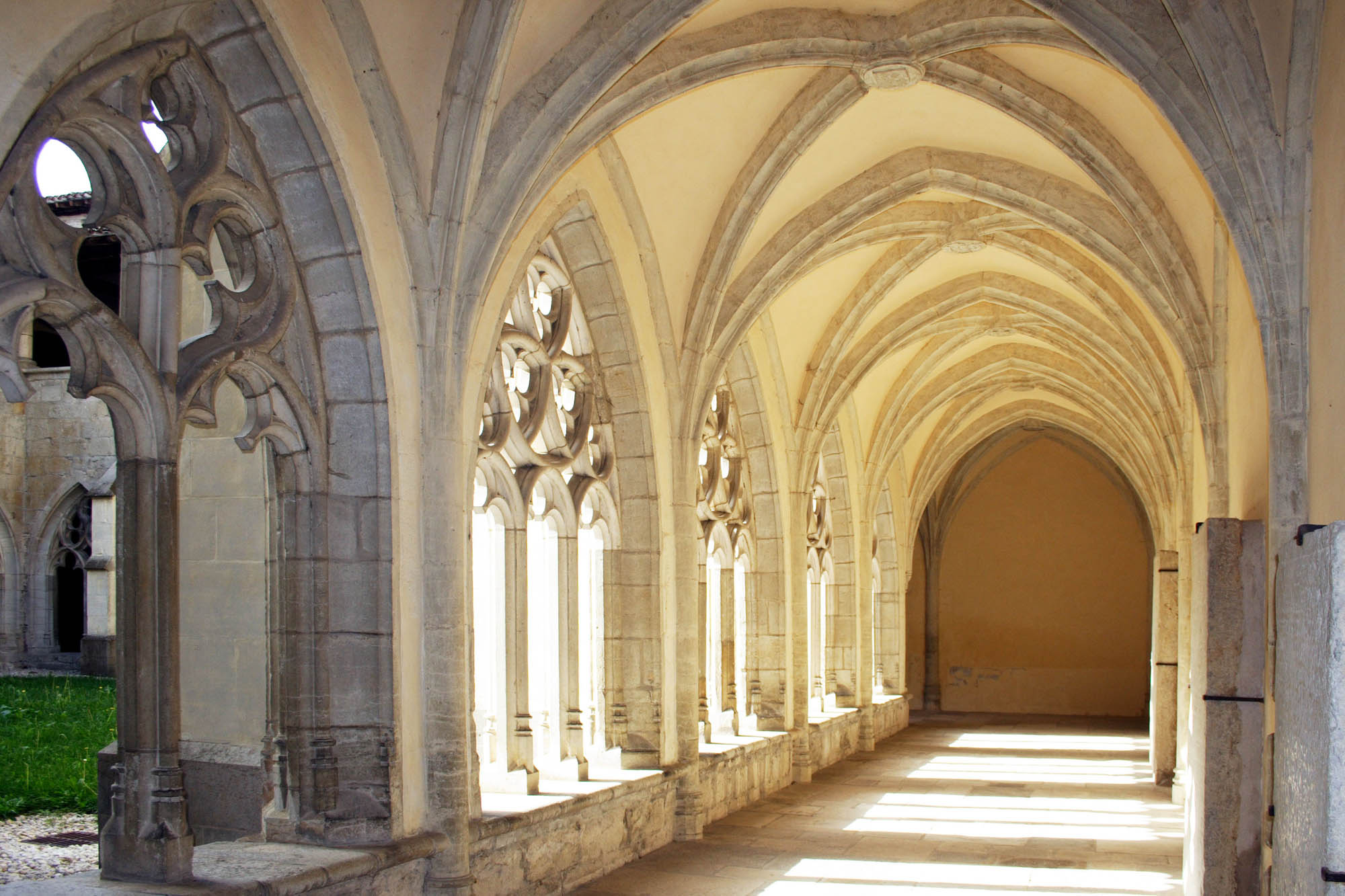
Le cloître de l'abbaye Notre-Dame d'Ambronay.

Un certain nombre de monuments religieux du Bas-Bugey sont inscrits ou classés ; en particulier, l'abbaye Notre-Dame d'Ambronay, la chartreuse d'Arvières, la cathédrale Saint-Jean de Belley, ou encore le Petit séminaire, lui aussi à Belley.
Concernant l'abbaye Notre-Dame d'Ambronay : elle est labellisée Centre culturel de rencontre depuis 2003. De ce fait, et au travers du centre culturel de rencontre d'Ambronay, elle accueille chaque année, le festival d'Ambronay.

##### Châteaux
Les châteaux de Rossillon et celui des Allymes se trouvent dans le Bas-Bugey.

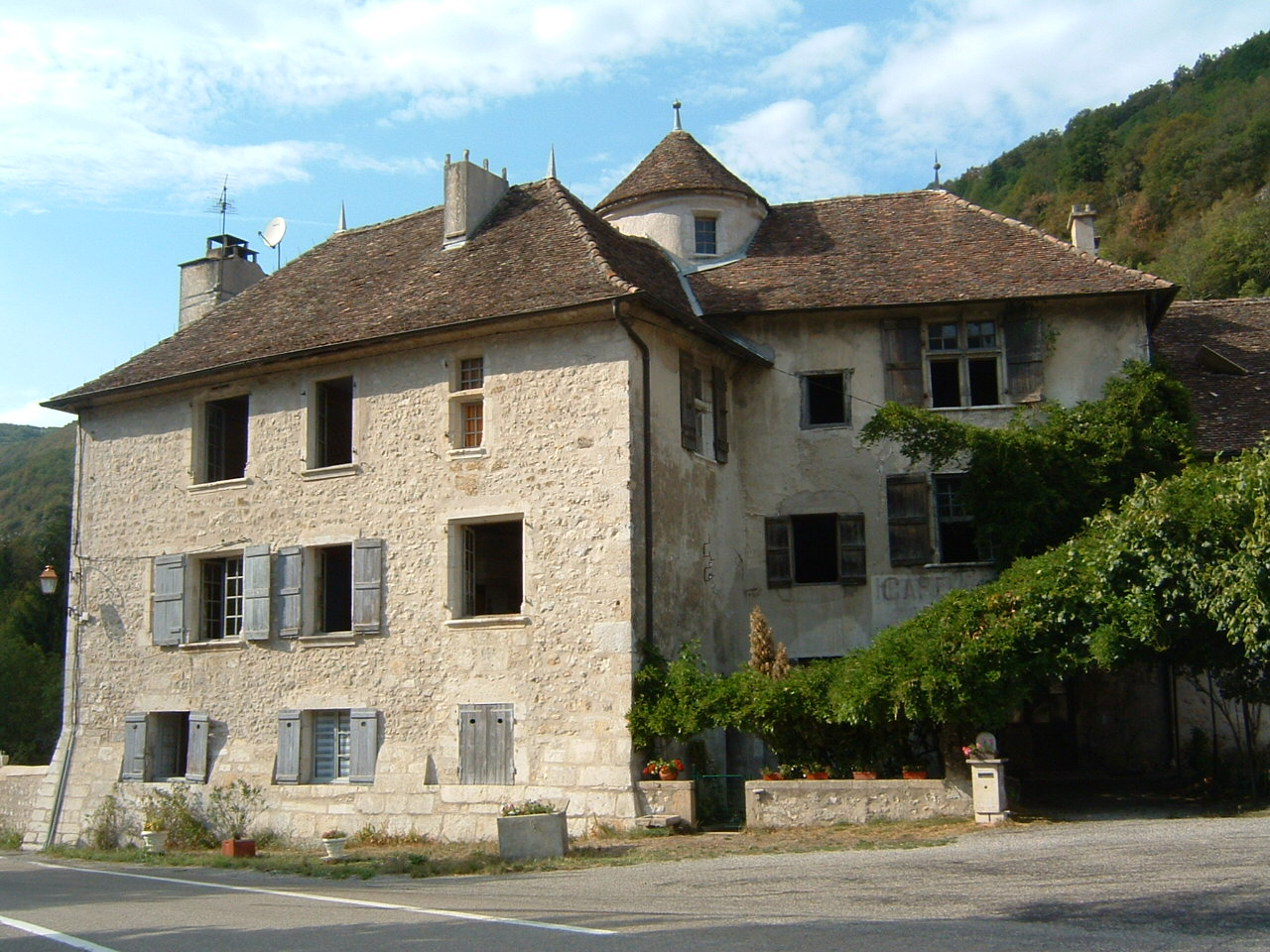
Vue du château de Rossillon.
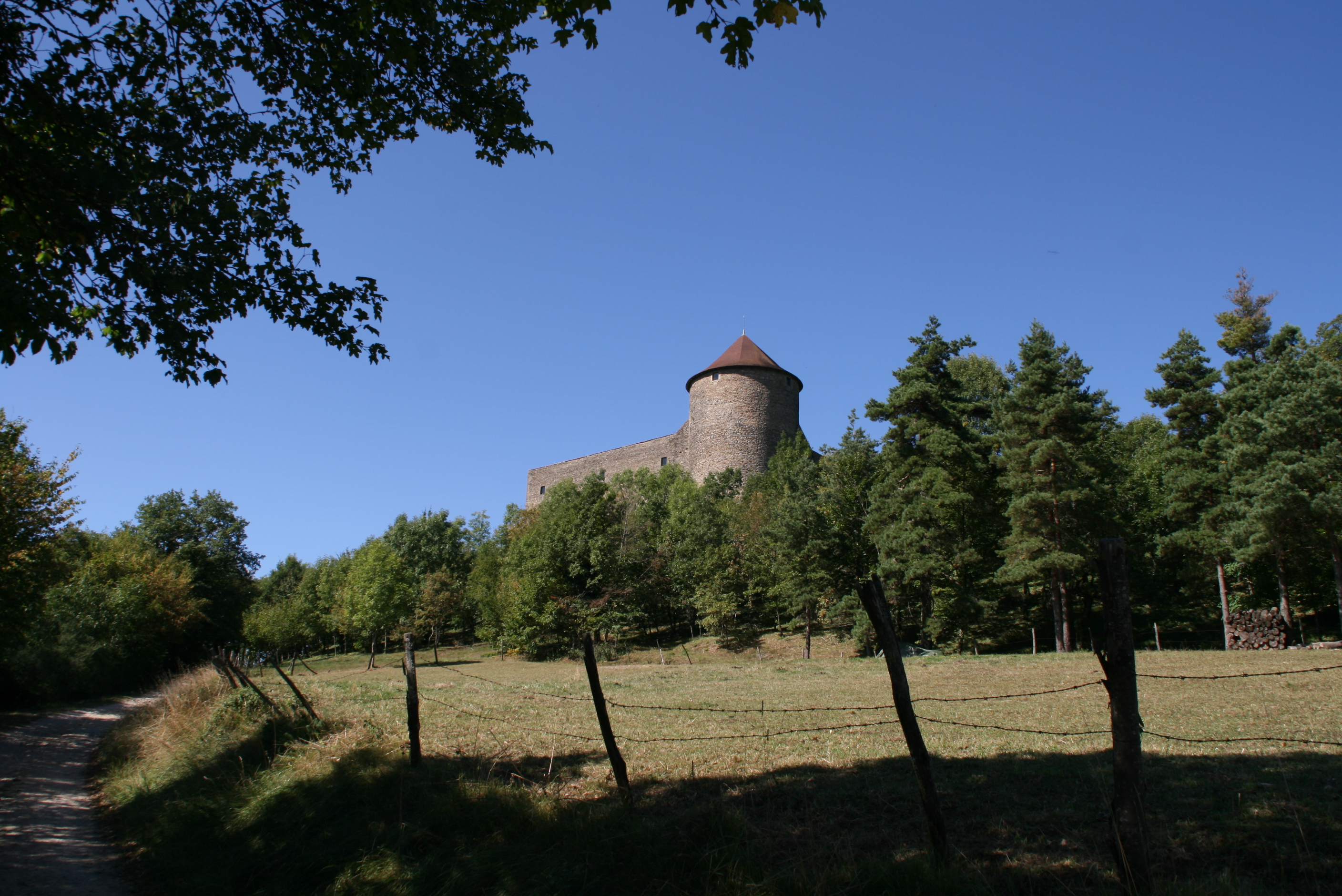
Vue du Château des Allymes.

##### Patrimoine ferroviaire

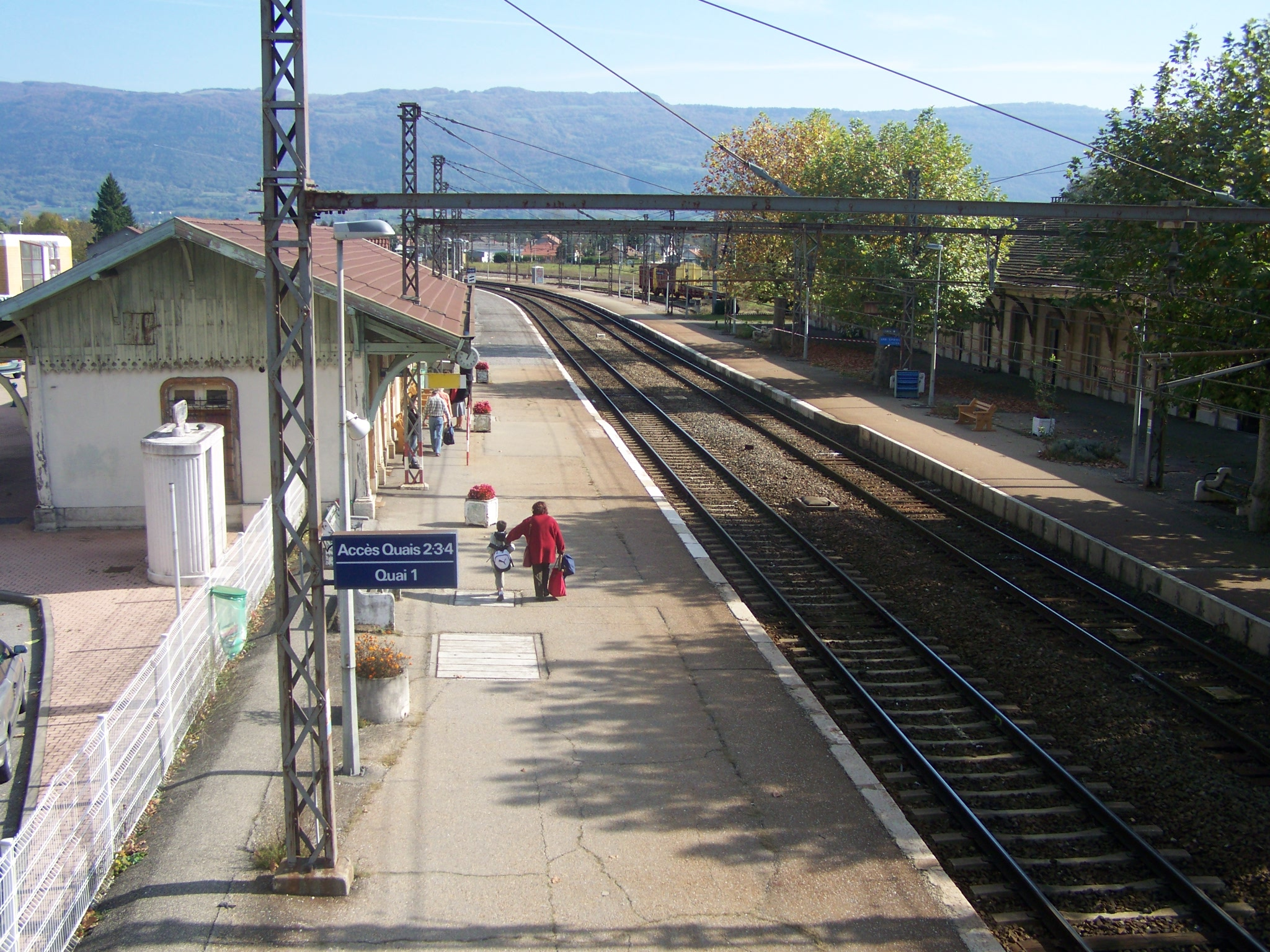
Vue de la gare de Culoz.

La gare de Culoz fait l’objet d’une inscription au titre des monuments historiques depuis le 23 janvier 2009.

##### Mémoire de la Seconde Guerre mondiale
La Maison des Enfants d'Izieu, consacrée à la mémoire des Enfants d'Izieu, est située à Izieu, au sud du Bas-Bugey.